# 夢路 (テレビ番組)
『夢路』（ゆめじ）は、TBSテレビで2007年4月15日から2008年3月23日まで放送されていたミニ番組である。　

## 概要
毎週日曜日、『日曜劇場』終了後の21:54～22:00に放送された。
ミニ番組には珍しいショートムービーとなっており、毎回違ったタレントが出演する。スポンサーであるトヨタ自動車の車でドライブし、ミニストーリーが展開していく。ドラマの中での役名は、出演タレントの名前そのままであった。
毎回タイトルがあり、おおむね「この道の先には～がある／いる。」という形式にのっとっている。ただし、番組最初でナレーションされるものの、番組内で字幕表示されることはなく、ホームページにのみ掲載されている。また、第21回放送分からはロケ地情報も掲載されている。
番組内でのナレーションは毎回の主演タレントが行っていた。番組テーマソングは鈴木康純作曲「Naissance」。
字幕放送。ハイビジョン制作。5.1chサラウンド。ドリマックスが製作協力。

## 提供
トヨタ自動車の一社提供。提供クレジットの際も毎回の主演タレントが提供を読み上げていた。また、番組内で登場した車と同じ車種のCMも流れていた。

## 各回のタイトル・出演者

### 2007年
- 第1回「この道の先には、花が咲いている場所がある」（須藤温子・三瀬真美子・金井茂・飯野芹菜）
- 第2回「この道の先は、甘酸っぱいキャンディーの味がする」（JIN・津坂早紀・河村満里愛）
- 第3回「この道の先には、ヤツの命運がかかっている」（川久保拓司・椿隆之・おおつか麗衣）
- 第4回「この道の先には、負けられない闘いが待っている」（湯谷治・岡田秀樹）
- 第5回「この道の先には、私たちの場所がある」（白石みき・本田よしみ・美景）
- 第6回「この道の先には、あの、なつかしい海辺がある」（いとうあいこ・坂本爽）
- 第7回「この道の先には、重大なミッションが待っている」（林宏和・森洋子・林孝明・荒木博斗）
- 第8回「この道の先には、何があるのか、わたしは知らない」（伊藤裕子・慶野時功）
- 第9回「この道の先には、カレを育ててくれた全てがある」（安めぐみ・島田ショウ）
- 第10回「この道の先には、俺と息子の夢がある」（中村圭太・今井悠貴）
- 第11回「この道の先には、「父と過ごす憂鬱な日曜日」が待っている」（原理恵子・増田和之）
- 第12回「この道の先には、夫念願の場所がある」（吉本多香美・Bobby・山口可蓮・高橋龍飛・長瀬美津木）
- 第13回「この道の先には、あの人の未来計画がある」（星野真里・荒川智大）
- 第14回「この道の先には、極秘計画が待っている」（中尾明慶・井端珠里）
- 第15回「この道の先にあるのは、ドキドキの初デート」（松本莉緒・春日潤也）
- 第16回「この道の先には、二人きりの時間が待っている」（木村公一・岡あゆみ）
- 第17回「この道の先には、男の悲しい夏が待っている」（斉藤慶太・松井絵里奈・佐浦莉子・かわいみや）
- 第18回「この道の先には、僕の夏休みがある」（武井証・柳秀雄・濱野貴子・高岡誠一・湯沢房子・杉本妃音奈）
- 第19回「この道の先には、久々の二人遊びがある」（酒井彩名・野久保直樹）
- 第20回「この道の先には、娘との大事な約束が待っている」（山下真司・神田咲実）
- 第21回「この道の先には、父の威厳が、ある!」（岡田圭右・金子雄・竹下恭司・荒原美咲）
- 第22回「この道の先には、新しい生活が待っている。」（森本レオ・清川明子）
- 第23回「この道の先には、女同士のデートが待っている。」（石川梨華・深谷愛）
- 第24回「この道の先には…あいつが好きだった場所がある。」（平山広行・岸田恵美里・岩崎勇介）
- 第25回「この道の先には…運命のダブルデートがある!」（上地雄輔・REN・森脇英理子・畠れもん）
- 第26回「この道の先には、二人の新しい暮らしが待っている。」（国分佐智子・高間頒生）
- 第27回「この道の先には…思い出の場所がある。」（大石継太）
- 第28回「この道の先には…仲間と過ごす一日がある。」（佐藤佐吉・嶋田久作・田中要次・大石継太）
- 第29回「この道の先には…仲間との休日がある。」（佐藤佐吉・嶋田久作・田中要次・大石継太）
- 第30回「この道の先には…仲間との時間がある。」（佐藤佐吉・嶋田久作・田中要次・大石継太）
- 第31回「この道の先には、男の哲学が待っている。」（清水圭・荒井健太郎）
- 第32回「この道の先には…母の大サービスがある!」（田中律子・仲田祐樹・斉藤光香・四家絵捺・原にち佳）
- 第33回「この道の先には、一人っきりのクリスマスイブが待っている。」（南明奈・櫻井貴史）
- 第34回「この道の先には…それぞれのイヴがある。」（相沢紗世・平山祐介）

### 2008年
- 第35回「この道の先には、断りきれなかったお見合いがある!」（酒井美紀・菅原卓磨）
- 第36回「この道の先に…何があるかは分かりません。」（小池栄子）
- 第37回「この道の先には、幼なじみの決着が待っている。」（田中圭・長谷部瞳・山根和馬）
- 第38回「この道の先には、夫ぬきの休日が待っている。」（櫻井淳子・吉村ミキ）
- 第39回「この道の先には、弟のため息の真実がある。」（MEGUMI・溝端淳平）
- 第40回「この道の先には…会えない二人の葛藤がある。」（賀集利樹・熊澤枝里子）
- 第41回「この道の先には、少年時代の自分が待っている」（勝村政信・小林廉）
- 第42回「この道の先には、終わりだけがある。」（山本太郎）
- 第43回「この道の先には、長い別れが待っている。」（上原美佐、野々垣惠介）
- 第44回「この道の先には、友近のお仕事が待っている。」（友近）
- 第45回（最終回）「この道の先には、いつもの休日が待っている。」（入山法子、高山都、陽乃）